# Volvo P1800
Volvo P1800 — серия автомобилей, выпускавшихся компанией Volvo Cars в кузовах купе (1961—1973) и шутингбрейк (1972—1973).
P1800 являлся более стильным GT-автомобилем, нежели спортивным. Популярность к нему пришла, когда автомобиль был показан в телесериале The Saint, который транслировался в 1960-е годы. P1800 был внешне стилизован под Pietro Frua, техническая же часть была взята от Volvo Amazon 122 серии. Автомобиль продавался как Volvo P1800, 1800S, 1800E и 1800ES.
В 1998 году на одном из автомобилей 1800S был зафиксирован самый большой пробег среди частных автовладельцев, превысивший три миллиона миль (более 4,8 миллионов километров).

## История
После провала прототипа первой спортивной модели фирмы Volvo P1900 в 1957 году фирма поручила дизайн нового варианта Хельмеру Петтерсену, автору Volvo PV444. Первый новый автомобиль ручной сборки был готов уже к декабрю, но разногласия с западногерманской Фольксваген, где предполагалось производство (на заводах Karmann), чуть не привели к полной остановке проекта. В результате этих конкурентных трений производство P1800 началось лишь в сентябре 1960 на мощностях английской фирмы Jensen. Серия оказалась успехом Volvo и производилась в течение 13 лет до 1973 года.

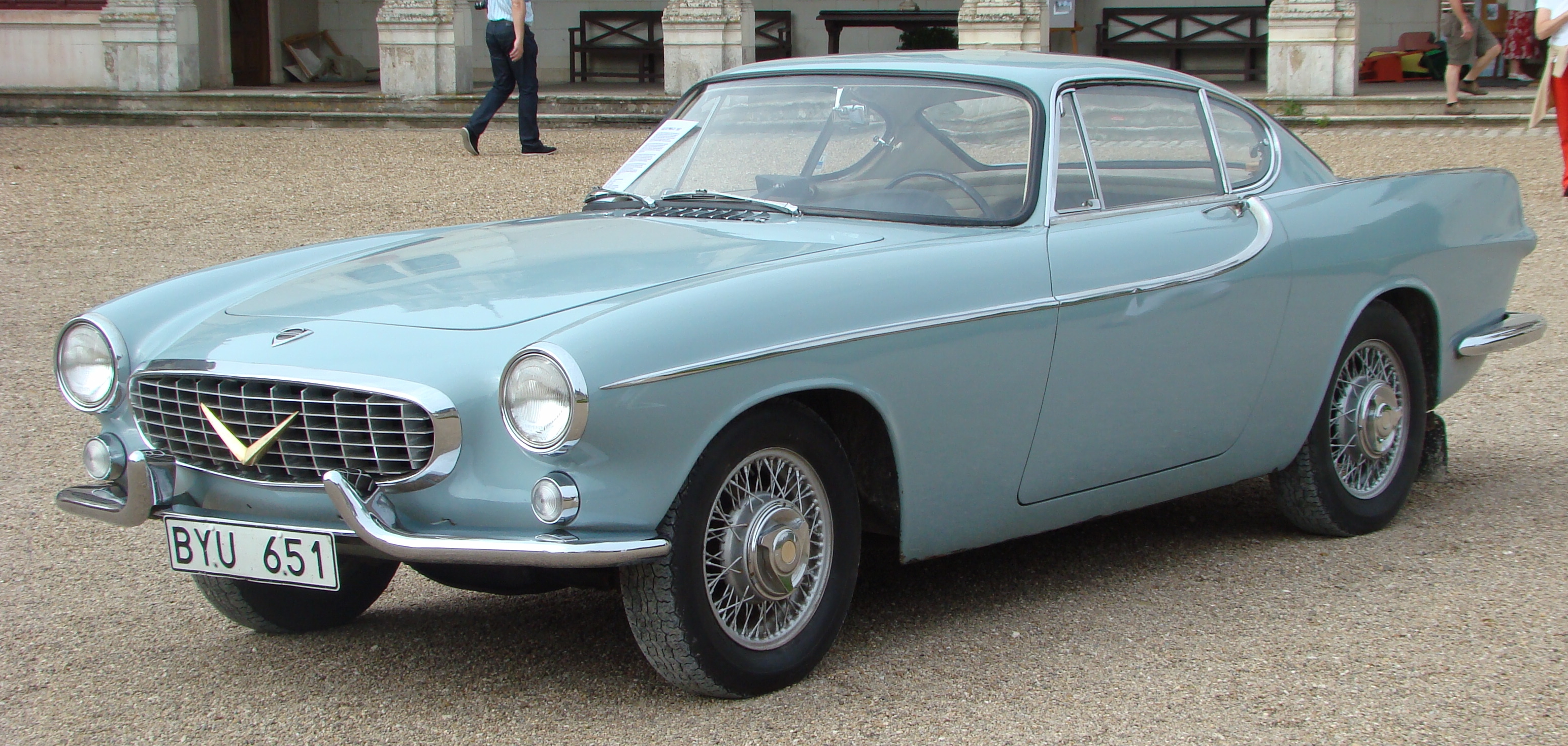
Прототип P958-X1, 1957

Серия выпускалась в 4-х основных модификациях:
- P1800 — 1960—1963
- 1800S — 1963—1970
- 1800E — 1970—1972
- 1800ES — 1972—1973

## Технические данные
Двигатель B18 мощностью 100 л. с. (75 кВт) был фактически укороченным вариантом B38 V8 от грузовиков Вольво того времени. С 1966 на автомобили ставился усиленный двигатель 115 л. с., а в 1969 он был заменён на новый B20B мощностью 118 л. с. (89 кВт). На модель устанавливалась трансмиссия М40 (вплоть до 1963), а позже — М41. Максимальная скорость достигала 190 км/ч, а разгон до 100 км/ч занимал 9,5 секунд.

## Мировой рекорд пробега

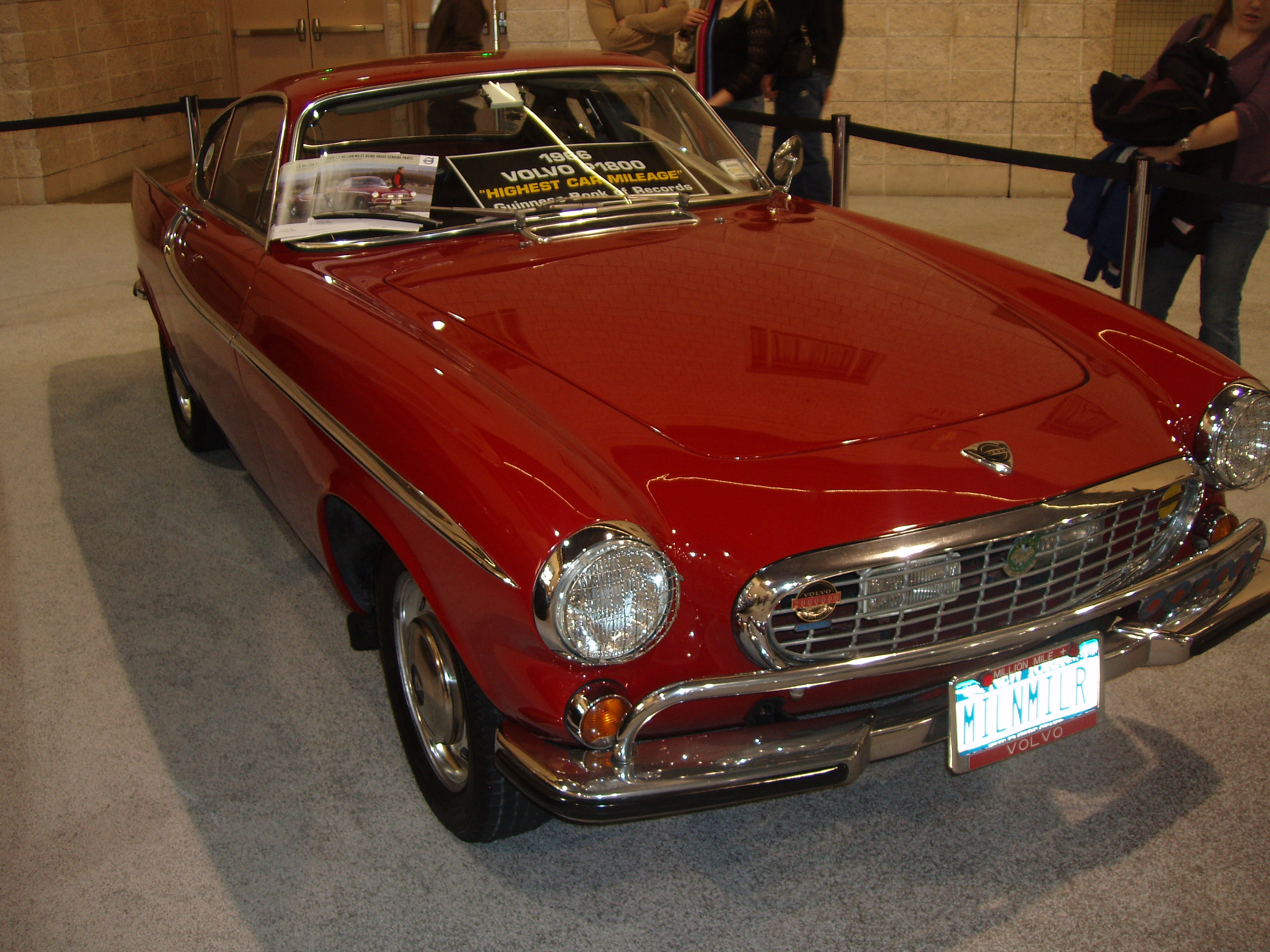
Volvo P1800S (1966), прошедший к 2013 году 3 млн. миль (4,8 млн. км)

С середины 1990-х годов мировой рекорд самого длинного зарегистрированного пробега для некоммерческого автомобиля принадлежит спортивному купе Volvo P1800S 1966 года выпуска.
К моменту, когда рекорд был зафиксирован в книге рекордов Гиннесса в ноябре 1998 года, автомобиль прошёл более 2,5 млн км (1671 тыс. миль). К сентябрю 2006 года это спортивное купе преодолело рубеж 4 млн км, что составляет 100 кругосветных путешествий или 5 путешествий до Луны и обратно.
В сентябре 2013 года, согласно пресс-релизу Volvo Cars, этот автомобиль прошёл 3 млн миль или 4,8 млн км.
Автомобиль-рекордсмен принадлежал бывшему школьному учителю Ирвину Гордону (англ. Irvin Gordon) из Ист-Патчога, Лонг-Айленд, штат Нью-Йорк, единственному его владельцу. Автомобиль до сих пор имеет родной двигатель (после двух капитальных ремонтов), радио, шасси и трансмиссию. Он исколесил не только Соединённые Штаты, Канаду и Мексику, но и многие европейские страны (Нидерланды, Германию, Швецию). К моменту, когда хозяин автомобиля Ирвин Гордон умер 15 ноября 2018 года, машина прошла 3,2 млн миль.